# АФЦ Север
АФЦ Север (енгл. AFC North) или Северна дивизија Америчке фудбалске конференције (енгл. The American Football Conference North Division), је једна од четири дивизије АФЦ конференције у оквиру националне фудбалске лиге. Под овим називом постоји од 2002. године када се лига проширила на 32 тима, а наследила је пређашњу Централну дивизију, која је постојала од 1970-их. 
По броју титула, воде Питсбург стилерси са 23 наслова првака дивизије, а следе их Синсинати бенгалси са десет победа.

## Историја
Тренутно у Северној дивизији наступају четири клуба: Питсбург стилерси, Кливленд браунси, Синсинати бенгалси и Балтимор рејвенси.
Основана под именом АФЦ Централ, дивизију су оригинално сачињавали Хјустон Ојлерси, Питсбург стилерси, Кливленд браунси и Синсинати бенгалси. Дивизија први пут мења своју структуру 1995. када Џексонвил џагуарси, по свом оснивању бивају распоређени у њу као пети члан. Наредне сезоне, у једној од најконтроверзнијих одлука америчког спорта, дотадашњи Кливленд браунси бивају пресељени у Балтимор и мењају име у Балтимор рејвенси. Након великих протеста и жалби дела јавности НФЛ одлучује да реактивира Браунсе 1999-те оснивањем новог клуба који ће наследити сву дотадашњу историју Кливленда, док ће се Балтимор сматрати као нова франшиза. Тако дивизију по први пут сачињавају шест тимова. У међувремену, Ојлерси се селе из Хјустона у Тенеси и постају Тенеси тајтанси. Почетком 2002. лига се проширила на укупно 32 тима, те НФЛ одлучује да преструктурира дивизије чиме АФЦ Север добија данашњи назив и изглед. Тајтанси и Џагуарси прелазе у новоформирани АФЦ Југ,  а посебним декретом је загарантовано да Стилерси, Браунси, Бенгалси остају заједно у истој дивизији приликом било ког новог евентуалног реструктурирања НФЛ.

## Рекорди
Закључно са сезоном 2018.
| Клуб                | Првак дивизије | Шампион АФЦ | Освајач Супербоула |
| ------------------- | -------------- | ----------- | ------------------ |
| Питсбург стилерси   | 23             | 8           | 6                  |
| Синсинати бенгалси  | 10             | 2           | 0                  |
| Кливленд браунси    | 9              | 0           | 0                  |
| Балтимор рејвенси   | 5              | 2           | 2                  |
| Тенеси тајтанси*    | 3              | 1           | 0                  |
| Џексонвил џегуарси* | 2              | 0           | 0                  |

- Укључујући успехе Хјустон ојлерса и Џексонвил џегуарса до реструктурирања дивизија 2002.